# SimFarm
SimFarm: SimCity’s Country Cousin — компьютерная игра-симулятор, созданная студией Maxis и выпущенная в 1993 году для DOS, Windows и Macintosh. Является четвёртой игрой серии Sim после SimCity, SimEarth и SimAnt.

## Геймплей
Игрок управляет куском земли, на которой он должен расширять свою ферму, где может заниматься скотоводством или выращиванием сельскохозяйственных культур и в дальнейшем — продажей товаров в город для получения больших доходов. В игре реализована система погоды и сезонов, для придачи реалистичности. В игре также есть множество вещей, которые могут значительно навредить ферме, например насекомые-вредители, засуха, торнадо, пыльные бури и прочее. На территории фермы можно строить склады для хранения урожая, оросительные каналы, амбары и прочее. Рядом с фермой располагается небольшой город, технически схожий с SimCity, в который можно осуществлять поставку продовольствий. Изначально игроку будут доступны 9 локаций, в одной из которых он сможет развивать ферму, каждая из них имеет разные климатические условия. Каждую культуру необходимо сажать в соответствии с сезоном, при этом разные растения требуют разного ухода и слабы перед определёнными вредителями и болезнями, от которых игрок должен вовремя избавляться. Для более эффективной работы на ферме игрок должен покупать оборудование (трактор, комбайн, грузовик и другие). Домашний скот будет требовать ухода.

## Критика
Дон Рохелия, критик новостного портала Game Examiner, отметил, что игра принципиально отличается от многим известной игры из фейсбука, где надо развивать ферму, так как она максимально приближена к реализму и является скорее поучительной для молодых менеджеров. Ведь для поддержания фермы тут необходимо учитывать такие природные факторы, как времена года, скорость ветра, кислотность почвы, также тут важную роль играет и экономический фактор. В другом обзоре было также отмечено, что игра является невероятно трудной и непоследовательной, что сделает её через пару часов непривлекательной для тех, кто любит получать удовольствие от игр.